# Sarah Drew
Pour les articles homonymes, voir Drew.
Sarah Drew est une actrice, réalisatrice et productrice américaine née le 1er octobre 1980 à Stony Brook.
Elle est révélée par son rôle d’Hannah Rogers dans Everwood (2004-2006) et accède à la notoriété grâce à son rôle du Dr April Kepner dans la série télévisée Grey’s anatomy.
En mars 2020, les comptes Instagram et Twitter officiels de Grey’s anatomy annoncent que Sarah Drew reprendra son rôle du Docteur April Kepner pour la saison 18.

## Biographie

### Enfance et formation
Sarah Drew est née le 1er octobre 1980 à Stony Brook (New York) (États-Unis). Elle est la fille de Charles Drew, pasteur et de Jeannie Drew, médecin. Elle a grandi à Stony Brook, New York, sur Long Island. Son frère, Allen Drew, est un pasteur.
En 2002, elle obtient son baccalauréat en art dramatique de l'Université de Virginie.

### Débuts discrets et seconds rôles (années 2000)
En 1997, alors encore au lycée, Sarah Drew prête sa voix au personnage de Stacy Rowe dans la série animée Daria, jusqu'en 2001. Elle participera au téléfilm Daria: Adieu le lycée, qui sort en 2002.
En 2001, Sarah Drew fait ses débuts sur scène. Elle obtient le rôle de Juliette dans la pièce Roméo et Juliette jouée au McCarter Theatre à Princeton, New Jersey.
En 2003, elle fait ses débuts à Broadway dans la pièce Vincent in Brixton. Cette même année, elle fait ses débuts au cinéma et joue dans le drame indépendant Radio, porté par Cuba Gooding Jr. et Ed Harris qui divise la critique, mais est quand même récompensé aux Character and Morality in Entertainment Awards.
De 2004 à 2006, elle interprète le personnage d’Hannah Rogers dans Everwood, durant les deux dernières saisons de cette série dramatique et familiale.
En 2007, elle joue dans le drame sportif American Pastime avec Aaron Yoo.
Sarah a joué ensuite dans de nombreuses séries télévisées, le temps d'une unique intervention, comme New York, unité spéciale, Cold Case : Affaires classées, Castle, Numbers, US Marshals : Protection de témoins, Glee, etc.
Entre 2008 et 2009, elle intervient dans quatre épisodes de la série Mad Men, entre la deuxième et troisième saison. Elle joue aussi dans deux épisodes de Médium et de Private Practice.
En 2008, elle figure aussi dans la distribution du téléfilm dramatique Une leçon de vie qui raconte l'histoire vraie de Brad Cohen, atteint du syndrome de Gilles de la Tourette. Elle joue aussi un second rôle dans la comédie, très mal reçue, Wieners, avec Kenan Thompson et Jenny McCarthy.

### Grey's Anatomyet révélation (années 2010)

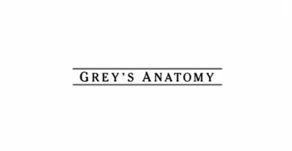
Logo de la série télévisée Grey's Anatomy dans laquelle l'actrice incarne April Kepner.

Forte de cette première expérience avec Shonda Rhimes, elle réitère pour un pilote d'une série en collaboration avec la cinéaste, mais le projet n'aboutit pas.
Quelques mois plus tard, Rhimes propose à l'actrice de jouer dans deux épisodes de Grey's Anatomy. Son personnage est viré, mais après la diffusion des épisodes, l'agent de l'actrice la recontacte pour l'informer que la production veut qu'elle revienne et qu'il est question d'intégrer le casting permanent. C'est ainsi qu'en 2009, elle obtient le rôle du Dr April Kepner dans la série médicale à succès.
La série rencontre un succès fulgurant, critique et publique, il permet de révéler l'actrice qui accède à la notoriété. L'ensemble de la distribution est récompensé par le Screen Actors Guild Awards ainsi que le Satellite Awards de la meilleure distribution.
Parallèlement à son engagement sur le show médical, entre 2009 et 2011, elle fait une apparition dans la série musicale Glee et dans un épisode de la surnaturelle Supernatural ainsi que d'une autre médicale Miami Medical. En 2010, elle joue dans la petite comédie romantique Tug avec Sam Huntington.
En 2014, alors que son personnage dans Grey's Anatomy est sur le point d'accoucher, l'actrice est elle-même enceinte. Après avoir filmé la scène de l'accouchement, l'actrice a eu des contractions et a dû être emmenée à l'hôpital. Elle accouchera avec trois semaines et demie d'avance et le bébé est envoyé en soins intensifs pendant neuf jours. Cette année-là, elle joue aussi l'un des rôles titres de la comédie Mom's Night Out avec Sean Astin et Trace Adkins, qui ne convainc pas la critique.
En 2018, elle fait ses débuts comme réalisatrice pour 6 épisodes de la web-série centrée autour de la nouvelle génération d'interne, Grey's Anatomy: B-Team. En mars de cette année, elle annonce sur son compte Twitter qu'elle quitte la série. Une décision émanant de la créatrice Shonda Rhimes, qui se sépare dans le même temps, de l'actrice Jessica Capshaw incarnant Arizona Robbins.
La même année, elle est le premier rôle féminin du drame de guerre Indivisible dans lequel elle donne la réplique à des collègues de Grey's Anatomy, Justin Bruening et Jason George et pour lequel elle officie également en tant que productrice exécutive.
En 2019, après le rejet du pilote Cagney and Lacey, le réseau CBS renouvelle sa confiance envers l'actrice en lui octroyant le rôle titre d'une série dramatique en développement, The Republic of Sarah, dans laquelle elle incarne une jeune femme propulsée à la tête d'un nouveau pays.

### Vie privée
Sarah a épousé Peter Lanfer, son compagnon de longue date en octobre 2002. Ensemble, ils ont eu deux enfants : un garçon prénommé Micah Emmanuel né le 18 janvier 2012 et une fille prénommée Hannah Mali Rose née le 3 décembre 2014.
Elle est la cousine de l'acteur Benjamin McKenzie.
Sarah est très proche de l'acteur Jesse Williams, son partenaire dans Grey's Anatomy, avec qui elle forme le mythique couple Japril.

## Filmographie

### Cinéma

#### Courts métrages
- 2006 : Locked Upstairs de Allison Cook : Jo
- 2007 : The Violin de Inbar Gilboa : Judit
- 2013 : Headlights de Justin Memovich : Muse
- 2014 : Waking Marshall Walker de Gabriel Baron et Bjorn Thorstad : Charlotte
- 2019 : A Cohort of Guests de Todd Sandler : Julia

#### Longs métrages
- 2003 : Radio de Michael Tollin : Mary Helen
- 2005 : The Baxter de Michael Showalter : Serena
- 2007 : American Pastime de Desmond Nakano : Katie Burrell
- 2008 : Saucisses à tout prix (Wieners) de Mark Steilen : Karen
- 2010 : Tug de Abram Makowka : Ariel
- 2014 : Crise de mères de Andrew Erwin et Jon Erwin : Allyson
- 2018 : Indivisible de David G. Evans : Heather Turner (également productrice exécutive)

### Télévision

#### Téléfilms
- 2007 : Reinventing the Wheelers de Lawrence Trilling : Becky Conner
- 2008 : Une leçon de vie (Front of the Class) de Peter Werner : Nancy Lazarus
- 2009 : Inside the Box de Mark Tinker : Molly
- 2018 : Le courrier de Noël de Siobhan Devine : Hannah Morris
- 2020 : Un Noël Impérial de Maclain Nelson (de) : Jess Waters
- 2021 : Un été à Channing (One Summer) de Rich Newey : Jenna Fontaine
- 2022 : Les Olympiades de Noël (Reindeer Games Homecoming) de Brian Herzlinger (en) : Cadence Clark
- 2024 : Ruby à tout prix (Branching Out) de Maclain Nelson : Amelia

#### Séries télévisées
- 2004 : Wonderfalls : Bianca Knowles (saison 1, épisode 2)
- 2004 - 2006 : Everwood : Hannah Rogers (38 épisodes)
- 2006 : Cold Case : Affaires classées : Jennifer "Jenny" Hawkins en 1958 (saison 4, épisode 6)
- 2007 : New York, unité spéciale : Becca Rice (saison 8, épisode 18)
- 2008 : Médium : Suzie Keener (saison 4, épisodes 9 et 10)
- 2008 : Privileged : Caryn (saison 1, épisode 9)
- 2008 - 2009 : Private Practice : Judy (saison 2, épisode 9 et 13)
- 2008 - 2009 : Mad Men : Kitty Romano (saison 2, épisodes 1, 2, 7 et saison 3, épisode 4)
- 2009 - 2022 : Grey's Anatomy : Dr April Kepner (rôle principal - saisons 6 à 14 + 1 apparition dans les saisons 17 & 18, 207 épisodes)
- 2009 : Castle : Chloé Richardson (saison 1, épisode 2)
- 2009 : Numb3rs : Piper St. John (saison 5, épisode 23)
- 2009 : US Marshals : Protection de témoins : Rachel Rosenzweig (saison 2, épisode 5)
- 2009 : Glee : Suzy Pepper (saison 1, épisode 10)
- 2010 : Supernatural : Nora (saison 5, épisode 12)
- 2010 : Miami Medical : Emily (saison 1, épisode 3)
- 2018 : Cagney and Lacey : Cagney (rôle principal - pilote non retenu par CBS[8])
- 2021 : Cruel Summer : Cindy Turner
- prochainement : Republic of Sarah : Sarah Cooper (rôle principal - pilote pour The CW)

### Doublage

#### Films d'animations
- 2000 : Vivement la rentrée (Is It Fall Yet?) de Karen Disher et Guy Moore : Stacy Rowe (voix)
- 2002 : Adieu le lycée (Is It College Yet?) de Karen Disher : Stacy Rowe (voix)

#### Série d'animation
- 1997-2001 : Daria : Stacy Rowe (voix, 28 épisodes)

### En tant que réalisatrice
- 2018 : Grey's Anatomy: B-Team (Web-série, 6 épisodes)

## Voix francophones
En France, Sophie Froissard est la voix régulière de Sarah Drew. France Renard l'a également doublée à trois reprises.

## Distinctions
Sauf indication contraire ou complémentaire, les informations mentionnées dans cette section proviennent de la base de données IMDb.

### Récompenses
- Character and Morality in Entertainment Awards 2005 : CAMIE Award du meilleur film pour Radio